# Büroklammer

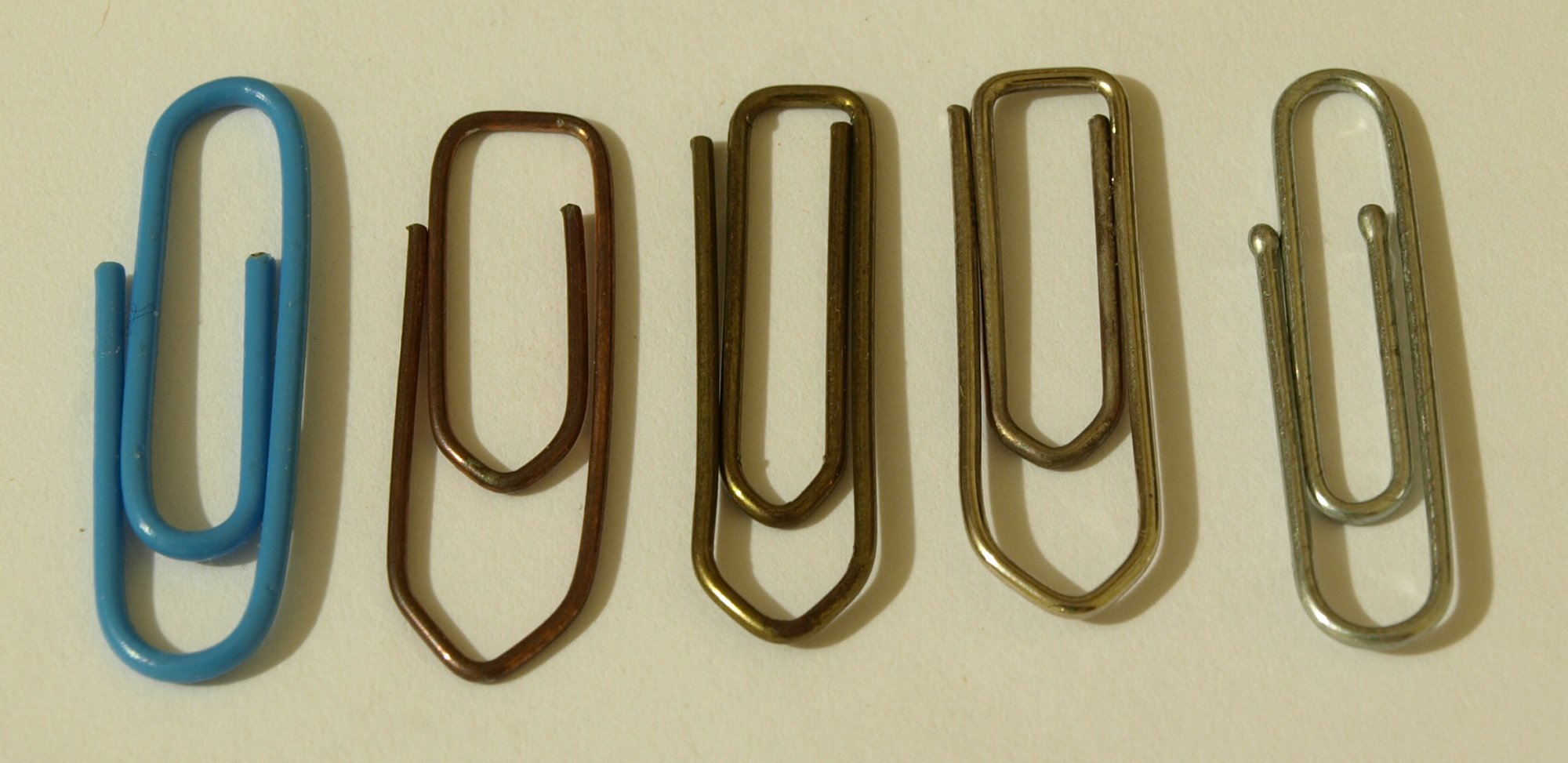
Diverse Büroklammern: kunststoffbeschichtet, verkupfert, vermessingt, verzinkt sowie mit abgerundeten Drahtenden

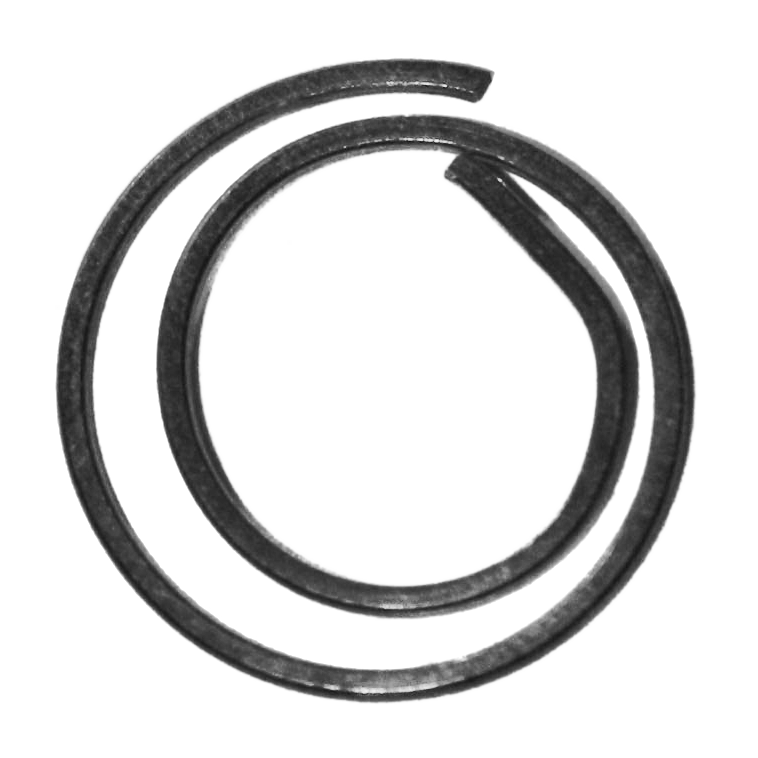
Runde Büroklammer, verzinkt mit entschärften Enden (in Japan und Italien gebräuchlich). Das runde Design vermindert die Deformation der zueinandergelegten und durch die Klammer zusammengedrückten, dabei eingedellten Papiere im Vergleich zu den oben abgebildeten Büroklammern, deren Kräfte über eine kleinere Fläche und somit mit größerem Druck auf das Papier einwirken.

Eine Brief- oder Büroklammer ist ein Hilfsgegenstand im Büro, der dazu dient, mehrere Blätter wieder lösbar aneinander zu befestigen. Büroklammern sind meist aus gebogenem Metalldraht gefertigt und rund ein bis sieben Zentimeter lang bei einem Seitenverhältnis von etwa 3 bis 5 : 1.

## Geschichte
Der Ursprung der Erfindung der Büroklammer ist unklar. Büroklammern wurden seit etwa 1890 von The Gem Manufacturing Company in England industriell gefertigt. William Middlebrook aus Waterbury, Connecticut wurde 1899 ein Patent für die industrielle Fertigung von Büroklammern erteilt.
Am 12. November 1899 beantragte der Norweger Johan Vaaler aus Kristiania (Oslo) ein deutsches Patent auf einen Vorläufer der heutigen Büroklammer, das er allerdings nicht vermarktete. Diese Büroklammer hatte noch nicht die heute übliche innere Windung und war deutlich runder.
Im Jahr 1919 entwarf der österreichische Fabrikbesitzer Heinrich Sachs die heutige optimierte Form mit spitzem Ende.

## Erscheinungsformen

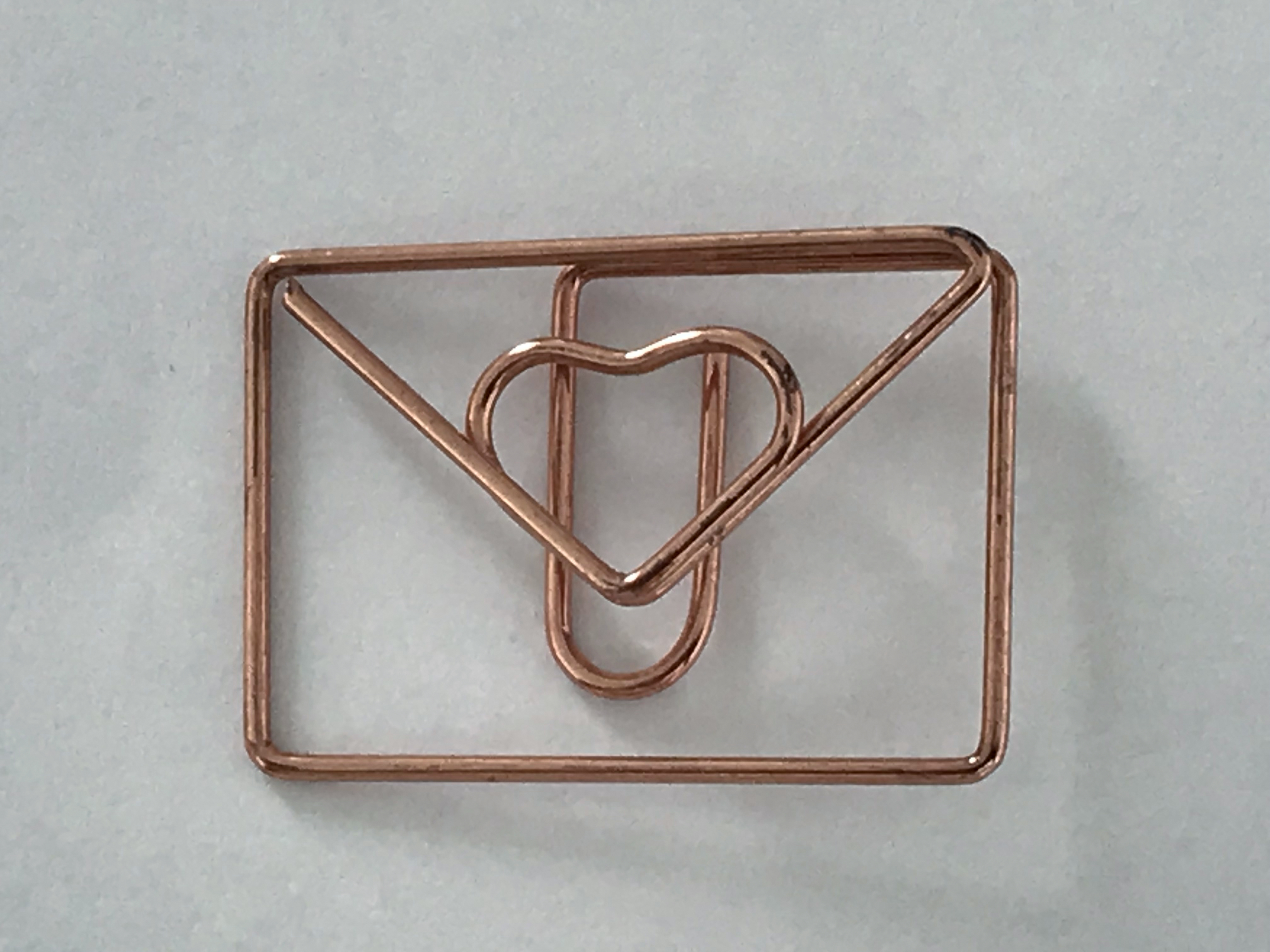
Briefklammer mit Herzform

Heutige Varianten der Büroklammer gibt es in zahlreichen Größen und Formen. Größere Exemplare werden auch Aktenklammern genannt, da sie zum Zusammenklammern von Schnellheftern u. ä. geeignet sind. Sie werden auch aus Kunststoff gefertigt, der je nach Ausführung bedruckt werden kann. Die Kunststoffvarianten weichen teilweise jedoch stark von der klassischen Büroklammerform ab und weisen materialbedingt eine geringere Stabilität auf.
Im geschäftlichen Büroalltag werden Büroklammern aus Metalldraht am häufigsten verwendet. Sie sind entweder verzinkt, vermessingt oder verkupfert, um ein Rosten zu verhindern, was die verbundenen Blätter durch Rostspuren verschmutzen würde. Büroklammern aus Draht werden auch mit (farbigem) Kunststoff beschichtet.
Um Kratzer und andere Beschädigungen des Papiers beim Aufschieben der Büroklammer zu verhindern, gibt es seltene Ausführungen mit kugelförmigen oder abgerundeten Drahtenden.
Ein gewellt gebogener Mittelteil besonders bei großen Büroklammern verhindert ein Abrutschen beim Verbinden größerer Papiermengen.

## Politisches Symbol

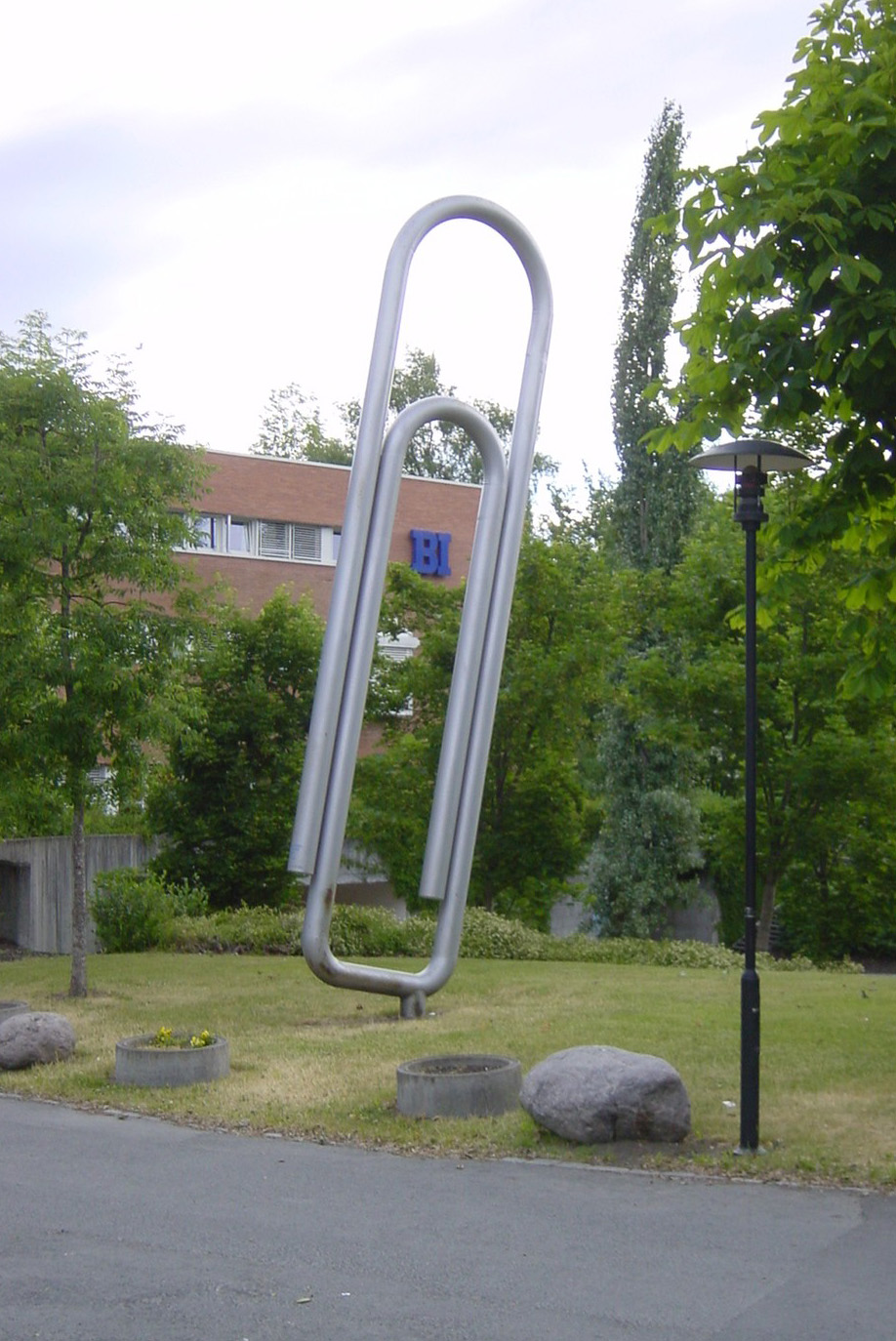
Ein Denkmal für die Büroklammer in Sandvika (Norwegen, 2004)

Während des Zweiten Weltkrieges wurde Norwegen im April 1940 durch die deutsche Wehrmacht besetzt, woraufhin die Norweger das Tragen einer Büroklammer am Kragen oder Revers als Symbol der Verbundenheit mit König und Regierung einführten. Die Büroklammer sollte für das „Zusammenhalten“ der Norweger stehen. Das offene Tragen wurde zwar schnell durch die Besatzer verboten, jedoch blieb die Büroklammer an der Kleidung – wenn auch verdeckt getragen – bis zum Ende der Besatzungszeit ein Merkmal der Widerstandskämpfer und ihrer Sympathisanten. Noch heute ist sie eine Art norwegisches Nationalsymbol für den Widerstand gegen die deutschen Besatzer und den Zusammenhalt in der Bevölkerung.

## Computertechnik
Benutzer früherer Macintosh-Rechner kennen die Büroklammer als wichtiges Hilfsmittel für den Auswurf von Disketten, wenn der per Software gesteuerte Auswurf mittels Servomotor nicht funktionierte. Bei PCs mit entsprechendem Laufwerk findet sich ein vergleichbares System für den Not-Auswurf von CDs und DVDs. Hierbei muss ein dünner, aber hinreichend stabiler Draht in ein kleines Loch am Gerätegehäuse eingeführt werden, um den Datenträger auszuwerfen. Dieser Draht findet sich in Büros oft nur in Form von Büroklammern, die zu diesem Zweck aufgebogen werden.
In E-Mail-Programmen steht das Büroklammer-Symbol für Dateianhänge.
Der als animierte Büroklammer mit Augen dargestellte Assistent Karl Klammer war mit den Office-Hilfeinhalten verknüpft und in Microsoft Office für Windows (Versionen 97 bis 2003), Microsoft Publisher (Versionen 98 bis 2003) und Microsoft Office für Mac (Versionen 98 bis 2004) enthalten.

## Trivia

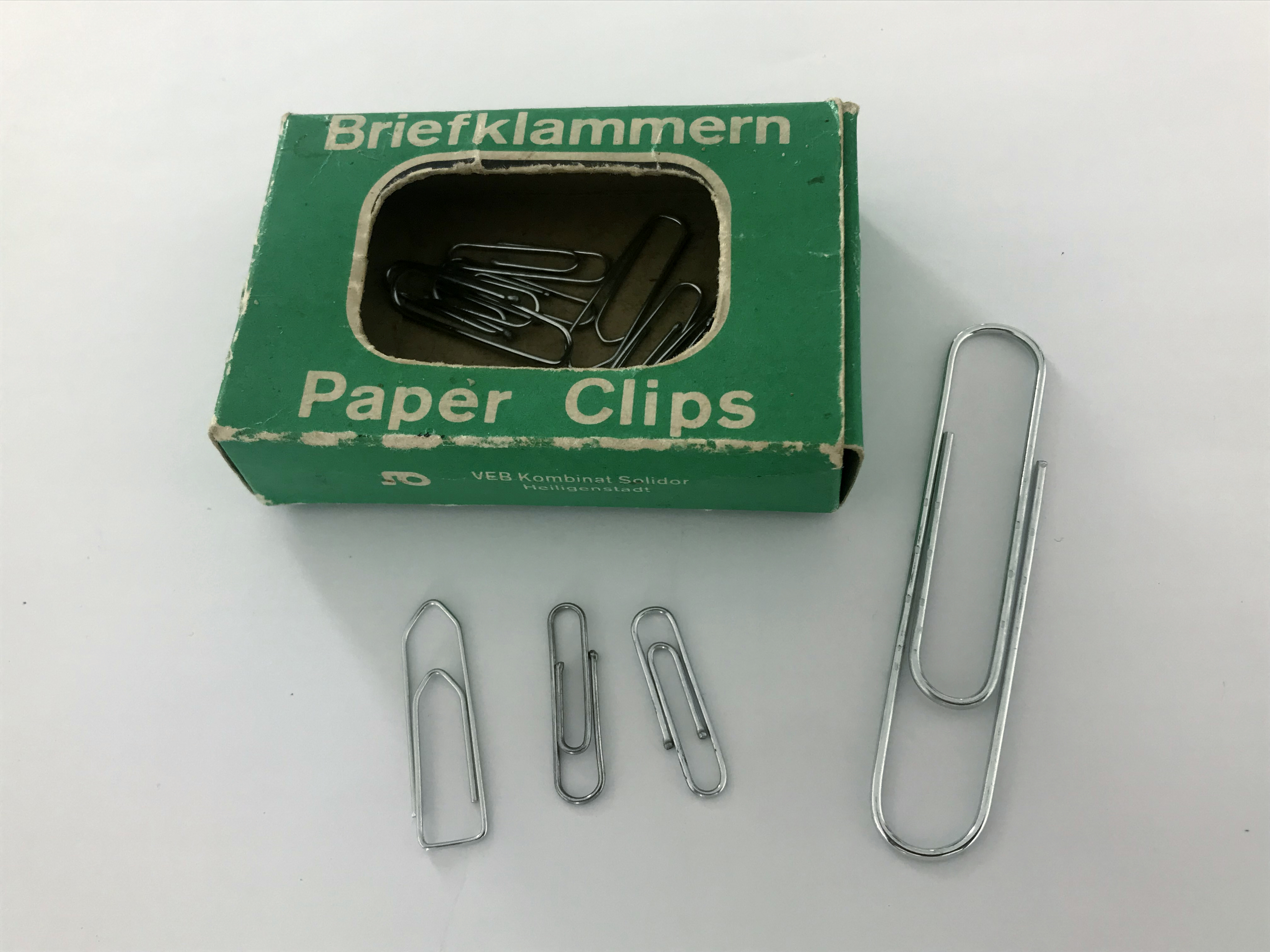
Briefklammern-Spenderbox des VEB Kombinat Solidor (DDR)

Unter dem Codenamen Operation Paperclip wurden nach dem Zweiten Weltkrieg deutsche Kriegs- und Zivilgefangene in die USA rekrutiert. 
Als National Paperclip Day wird in den USA der 29. Mai gefeiert.